# پروکلس
در افسانه‌های یونانی، پروکلس (به یونانی: Προκλῆς، «مشهور») یکی ازهراکلیدای، نوهٔ نوهٔ نوهٔ پسرِ هراکلس، و پسر ارسطودیموس و آگیا بود. دوقلوی او اوریستین بود. آنها با هم سرزمین لاکدِمون یا اسپارت را پس از اینکه کرسفونتس، تِمِنوس و آریستودموس، تیسامِنوس، آخرین پادشاه اخائیه از پلوپونز را شکست دادند. پروکلس با آناکساندرا، دختر ترساندر، پادشاه کلئونوئه، خواهر خواهر شوهرش لاتریا ازدواج کرد و پدر سوس و پدربزرگ یوروپون، بنیانگذار سلسله یوروپونتیان پادشاهان اسپارتا بود.
عنوان آرچِجیتس، "قاضی موئسس"، به روشنی از اوریستین و پروکلس توسط دولت بعدی اسپارت به این دلیل که آنها بنیانگذار یک دولت نبوده‌اند، رد شد، اما احزاب خارجی آنها را در مناصب خود نگهداری کردند. در عوض این افتخار به پسر و نوه آنها اعطا شد، به همین دلیل این دو خط یا خاندان را آگیادی‌ها و یوروپونتیان نامیدند.

## افسانه پادشاهی دوگانه
پس از مرگ ارسطودیموس، اسپارتی‌ها در مورد اینکه کدام یک از فرزندان دوقلوی او باید حکومت کنند، با سخنران دلفی مشورت کردند. این سخنران به آنها توصیه می‌کند که یک پادشاهی دوگانه ایجاد کنند. ثراس، برادر آرگیا نایب السلطنه شد. هنوز نیاز به تعیین بزرگتری وجود داشت. آنها، کسی را که مادرشان برای نخستین بار به او غذا داده یا تمیزش کرده بود، یعنی اوریستنس را انتخاب کردند. در نتیجه، خط یوروپونتیان از نظر وضعیت و تصمیم‌گیری از سن کمتری برخوردار بود.

## تاریخ سلطنت نه پادشاه نخست خط یوروپونتیان
مرگ نابهنگام ارسطودیموس با وقایع دیگر، زمینه را برای قدمت حکمفرمایی نه پادشاه نخست اسپارت را در این خط ایجاد کرد که تحت عنوان دولت یوروپونتیان شناخته می‌شوند. بازگشت هراکلیدای، که نزدیکترین واقعه به یک هجوم دوریانی موجود در افسانه است، باید با ورود ارسطودیموس و برادرانش به آرکادیا همزمان باشد، که بر اساس تقویم اراتوستن ۳۲۸ سال پیش از تاریخ پذیرفته شدهٔ سال یکم نخستین المپیک، ۷۷۶ پیش از میلاد اتفاق افتاد؛ بنابراین تاریخ اراتوستن ۱۱۰۴ سال پیش از میلاد است. این باید سال فعالیت نظامی ارسطودیموس در آرکادیا، پدر شدن و ترور او باشد؛ بنابراین اگر نیابت ثراس کاهش یابد، پروکلس در سال ۱۱۰۴ پیش از میلاد، که نخستین سال حکمفرمایی او بوده، متولد شده‌است.
پوسانیاس اظهار داشت که پایان جنگ یکم مسنی، نخستین سال از چهاردهمین المپیاد بود. اگر نخستین المپیاد ۷۷۶/۷۷۵ سال پیش از میلاد باشد، تاریخ آنهم باید ۷۲۴/۷۲۳ پیش از میلاد باشد. پادشاهان پولودوروس از آگیادی‌ها و تئوپومپ از یوروپونتیان در آن زمان حکمفرمایی می‌کردند که کمابیش در میانه‌های حکمفرمایی خود بودند. پایان جنگ باید ۳۷۹ سال پس از بازگشت هراکلیان باشد. به گفته آیزاک نیوتون، یک دانشمند کلاسیک دیگر، این نه پادشاه به‌طور متوسط هر کدام ۴۲ سال حکمفرمایی کردند که می‌تواند به عنوان برآورد کننده تاریخ‌ها باشد. خط افراد نه چندان سالمند نسبت به خط سالمندان مرگ و میر کمتری دارد. حکمفرمایی پروکلس ممکن است ۱۱۰۴–۱۰۶۲ تخمین زده شود، با این تفاوت که برخی منابع می‌گویند وی یک سال قبل از اوریستن درگذشت. با در نظر گرفتن هر دو بخش اطلاعات، برآورد ۱۱۰۴–۱۰۶۳ خواهد بود. یک گزینه جایگزین هم این است که تخمین ۱۱۰۴–۱۰۶۲ را پذیرفته و تخمین اوریستن را به ۱۱۰۴–۱۰۶۱ گسترش دهیم. در هر دو مورد حاشیه خطا ناشناخته مانده‌است، زیرا بسیاری از داده‌ها نسبتاً نامطمئن هستند.

## کتابشناسی - فهرست کتب
- Müller, Karl Otfried (1830). The history and antiquities of the Doric race. Vol. I. Translated by George Cornewall Lewis; Henry Tufnell. London: J. Murray.

| پیشین: ارسطودیموس؟ | لیست پادشاهان اسپارت c. 1104 – c. 1062 B.C. | پسین: سوس |